# Oocorys bartschi
Oocorys bartschi är en snäckart som beskrevs av Alfred Rehder 1943. Oocorys bartschi ingår i släktet Oocorys och familjen hjälmsnäckor. Inga underarter finns listade i Catalogue of Life.